# RTBF Mix
RTBF Mix est un programme radio de service public de la Radio-télévision belge de la Communauté française diffusé en région flamande. Sa programmation se compose de trois parties en fonction du moment de la journée : l’information de La Première, la musique de Classic 21 et le sport de Vivacité.

## Histoire
Depuis la fin des émetteurs en ondes moyennes (AM), le 31 décembre 2018, la RTBF n'était plus disponible dans le Nord du pays, sauf via Internet. Avec le développement du DAB+, il avait été question que la VRT diffuse en DAB+ une radio de la RTBF, tandis que la RTBF ferait de même pour la VRT mais "cette proposition n'a pas reçu un écho favorable de la VRT", précisait le ministre des Médias Jean-Claude Marcourt, interrogé au Parlement de la Fédération Wallonie-Bruxelles. Finalement, c'est via un opérateur privé, Norkring, que la RTBF lance RTBF Mix le 1er janvier 2019.

## Diffusion
RTBF Mix est diffusée en DAB+ et sur Internet.